# Cheliomyrmex megalonyx
Espèce
Cheliomyrmex megalonyx est une espèce de la famille des Formicidae.

## Systématique
Le nom valide complet (avec auteur) de ce taxon est Cheliomyrmex megalonyx Wheeler, 1921.
L'espèce a été décrite pour la première fois par l'entomologiste américain William Morton Wheeler en 1921.

## Distribution
Cheliomyrmex megalonyx se rencontre dans les forêts tropicales d'Amérique du Sud, au Brésil, en Guyane, au Guyana, au Suriname et au Venezuela.